# El Temps
El Temps (El Tiempo) es un semanario de actualidad que se edita en lengua catalana en Valencia (España) por Edicions del País Valencià desde 1985. Sus impulsores son el editor pancatalanista Eliseu Climent y Rosa Raga. Está considerado como un semanario de ideología pancatalanista, y simpatizante con la izquierda nacionalista e independentista, que históricamente ha respaldado las tesis de formación política de los denominados Países Catalanes. Tiene su sede central en Valencia y sedes en Barcelona y Palma de Mallorca, y una extensa red de colaboradores, entre los que destacan Miquel Alberola, Ramon Barnils, Adolf Beltran, Vicent Partal, Vicent Sanchis, Enric Sòria y Ferran Torrent.
Fue el primer medio de comunicación español en incluir sus servicios en internet y el primero de la Comunidad Valenciana en informatizarse.
Su difusión real es desconocida, ya que, a diferencia de la inmensa mayoría de los medios de comunicación de España, no se somete al control de la OJD, si bien sus editores afirman que esta varía entre los 17 000 y los 20 000. Además, su venta directa se considera escasa, ya que es difícil encontrarla en los lugares de venta habituales debido a que prácticamente toda su difusión es la que contratan instituciones públicas como ayuntamientos, diputaciones o la Generalidad de Cataluña.
En 2012 dejó de venderse en quioscos, para pasar a ser distribuida únicamente por subscripción, idea que sería abandonada pocos meses después.
En la actualidad recibe subvenciones por parte de la Generalidad de Cataluña.

## Galardones
- 1994 - Premio Gabriel Alomar i Villalonga, dentro de los Premios 31 de diciembre de la Obra Cultural Balear